# Eptesicus innoxius
Eptesicus innoxius es una especie de murciélago de familia Vespertilionidae. Puede ser encontrada en el noroeste de Perú y en el oeste de Ecuador, incluyendo a la isla Puna.